# Pfeifengras-Wiesen und Binnensalzstelle bei Grasleben
Pfeifengras-Wiesen und Binnensalzstelle bei Grasleben este o arie protejată (sit de importanță comunitară — SCI) din Germania întinsă pe o suprafață de 100,94 ha, integral pe uscat.

## Localizare
Centrul sitului Pfeifengras-Wiesen und Binnensalzstelle bei Grasleben este situat la coordonatele 52°18′35″N 10°59′09″E / 52.3097°N 10.9858°E.

## Înființare
Situl Pfeifengras-Wiesen und Binnensalzstelle bei Grasleben a fost declarat sit de importanță comunitară în ianuarie 2005 pentru a proteja un număr necunoscut de specii din flora spontană și fauna sălbatică aflate în arealul zonei.

## Biodiversitate
Situată în ecoregiunea atlantică, aria protejată conține 7 habitate naturale: Liziere de ierburi înalte hidrofile de câmpie și de nivel montan până la alpin, Fânețe de joasă altitudine (Alopecurus pratensis, Sanguisorba officinalis), Păduri de fag Asperulo-Fagetum, Păduri de stejar sau de stejar și carpen sub-atlantice și medio-europene de Carpinion betuli, Păduri aluvionare cu Alnus glutinosa și Fraxinus excelsior (Alno-Padion, Alnion incanae, Salicion albae), Pășuni continentale udate de apa mării, Pajiști cu Molinia pe soluri calcaroase, turboase sau argilos-nămoloase (Molinion caeruleae).
La baza desemnării sitului se află un număr nedeclarat de specii protejate.
Pe lângă speciile protejate, pe teritoriul sitului au mai fost identificate 4 specii de plante.